# グッドバイ (THE HIGH-LOWSの曲)
「グッドバイ」は、日本のロックバンド、THE HIGH-LOWSの2枚目のシングル。1995年11月25日発売。発売元はキティ。

## 概要
1stアルバム『THE HIGH-LOWS』からのリカット。
テレビ朝日系列で放映された『週刊地球TV』のオープニングテーマとして使用された。
カップリングの「ジュー・ジュー」は「グッドバイ」同様1stアルバムからのリカットで、『激生!スポーツTODAY』のエンディングテーマとして使用された。

## 収録曲
| 全作詞・作曲: 真島昌利、全編曲: THE HIGH-LOWS。 |                                        |          |            |      |
| #                                               | タイトル                               | 作詞     | 作曲・編曲 | 時間 |
| 1.                                              | 「グッドバイ」                         | 真島昌利 | 真島昌利   | 3:52 |
| 2.                                              | 「ジュー・ジュー」                     | 真島昌利 | 真島昌利   | 3:33 |
| 3.                                              | 「バナナボートに銀の月」(LIVE Version) | 真島昌利 | 真島昌利   | 4:35 |
| 合計時間:                                       | 合計時間:                              | 12:00    |            |      |

### 楽曲解説
1. 「グッドバイ」
1stアルバムに収録されているものと同テイク。
2. 「ジュー・ジュー」
1stアルバムに収録されているものと同テイク。
3. 「バナナボートに銀の月」 (LIVE Version)
真島がボーカルをつとめる。
1995年秋頃のライブにて収録されたものらしいが、収録会場等の詳細はわからないという。
オリジナルの音源は、1stアルバムに収録されている。